# Ralph E. Davison
Pour les articles homonymes, voir Davison.
Ralph Eugene Davison (12 septembre 1895 - 13 février 1972) était l'un des premiers aviateurs de la marine américaine (US Navy), qui devint par la suite l'un des amiraux des porte-avions rapides du vice-amiral Marc Mitscher sur le théâtre du Pacifique pendant la Seconde Guerre mondiale.

## Biographie

### Jeunesse et éducation
Ralph Davison est né et a grandi à North St. Louis, dans le Missouri. Ses parents sont George Whittier Davison et Laura Maude Wilson. Il fréquente l'Académie navale des États-Unis à Annapolis, dans le Maryland, dont il sort diplômé en 1916.

### Carrière
En septembre 1919, Davison entre à l'école de pilotage de la station aéronautique navale de Pensacola (Naval Air Station Pensacola) avec son camarade de classe de l'Académie navale, Frank Wead. Il termine sa formation le 17 mars 1920.
En mai 1942, Davison est chef adjoint du Bureau de l'aéronautique (Bureau of Aeronautics) de la marine américaine.En octobre 1942, le contre-amiral John McCain remplace le contre-amiral John Towers au poste de chef du Bureau. Le 17 novembre 1942, Davison est promu contre-amiral (rear admiral), mais reste chef adjoint du Bureau jusqu'en 1943.
Davison commande ensuite le Task Group 38.4 pendant la bataille du golfe de Leyte en 1944 et le Task Group 58.2 pendant la bataille d'Iwo Jima en 1945. Il a reçu deux Distinguished Service Medals à l'issue de ces missions. Il était à bord de son navire-amiral, le porte-avions USS Franklin (CV-13), lorsque celui-ci a été touché par un kamikaze pendant la bataille du golfe de Leyte, puis par un bombardier en piqué lors d'une attaque aérienne contre Shikoku le 19 mars 1945, en préparation de l'invasion d'Okinawa,,.
Après avoir dirigé le TG 58.2, Davison est réaffecté à la base aéronavale de Jacksonville (Naval Air Station Jacksonville), où il dirige le Naval Air Advanced Training Command jusqu'en juillet 1948. Pendant son séjour, l'amiral Chester Nimitz demande à Davison de choisir le premier commandant d'un nouvel escadron de démonstration de l'aéronautique navale. Le capitaine de corvette (Lieutenant Commander) Butch Voris devient le premier chef des Blue Angels en 1946.
Davison est promu vice-amiral (vice admiral) au moment de sa retraite en juillet 1948.

### Vie privée
Davison est marié à Elisabeth Dunham (14 avril 1901 - 2 décembre 1971). Ils ont eu une fille, un fils et six petits-enfants.
Leur fils David Dunham Davison (22 juillet 1928 - 13 mai 2019) a été diplômé de l'Académie navale des États-Unis en 1952.
Davison et sa femme sont enterrés au cimetière national de Barrancas en Floride.

## Source
- (en) Cet article est partiellement ou en totalité issu de l’article de Wikipédia en anglais intitulé « Ralph E. Davison » (voir la liste des auteurs).